# Lucio Orbilio Pupillo
Lucio Orbilio Pupillo, meglio conosciuto semplicemente come Orbilio (in latino Lucius Orbilius Pupillus; Benevento, 114-113 a.C. – Roma, 14-13 a.C.), è stato un grammatico e didatta romano.
Grazie soprattutto al brevissimo intenso ritratto che ne ha lasciato Quinto Orazio Flacco, è stato consacrato dalla tradizione successiva come archetipo del maestro pignolo, retrivo e irascibile.

## Biografia
Gaio Svetonio Tranquillo fornisce la biografia di Orbilio nel suo De grammaticis et rhetoribus. In quest'opera, che costituisce la principale fonte di informazioni su Orbilio, l'autore, pur indulgendo in particolari biografici curiosi e scandalistici, li accompagna con citazioni di fonti esterne componendo un ritratto coerente e caratteristico.
Nato a Beneventum, Orbilio affrontò fin da ragazzo studi regolari con grande impegno. In giovinezza, subì il grave trauma della perdita nello stesso giorno di entrambi i genitori per morte violenta: era infatti il periodo della guerra civile dell'83-82 a.C. tra Mario e Silla e della guerra sociale, che provocarono migliaia di morti in tutta la Magna Grecia orientale.
Orbilio dovette dunque ingegnarsi come apparitor, cioè passacarte e fattorino amministrativo. Prestò successivamente servizio militare prima come ausiliario e poi come cavaliere (cornicularius) in Macedonia. Terminata la leva militare, riprese e completò gli studi.
Dopo aver a lungo insegnato nella sua terra natale, a cinquant'anni si trasferì a Roma nell'anno del consolato di Cicerone (63 a.C.) e lì insegnò con maggior fama che guadagno: infatti, in età assai avanzata ammise in un suo scritto di vivere in povertà e di abitare in un sottotetto.
Con la vecchiaia, il suo carattere si inasprì; avversava in qualunque occasione, anche in pubblico e con parole sguaiate, non solo rivali letterari e personaggi famosi, ma anche i suoi studenti, come lascia intendere Orazio, che, avendo avuto Orbilio già sessantenne come insegnante, gli affibbiò il soprannome di plagosus ("che causa ferite/piaghe", vale a dire "manesco" o addirittura "contundente"):
(Orazio, II, 1, 68-71)
Tale attitudine non fu riservata solo alla didattica, ma fu usata anche contro personaggi politici, ai quali Orbilio non risparmiava allusioni sarcastiche: lo assicura Svetonio, riferendo un aneddoto e riportando un verso del poeta Domizio Marso:
(Svetonio, IX = Domizio Marso fr. 4 Blänsdorf, traduzione di Di Pol-Coggi, p. 37 n. 1.)
Il suo interesse per la letteratura antica è testimoniato da un altro aneddoto riportato da Svetonio: il grammatico Pomponio Andronico, divenuto povero, vendette l'intera sua opera di Confutazioni degli Annali di Ennio a uno sconosciuto per sedicimila sesterzi. Sparita dalla circolazione tale opera, secondo Svetonio Orbilio sostenne di aver ricomprato questi libri per curarne la diffusione a Roma sotto il nome del loro autore.
Morì quasi centenario, dopo aver perso la memoria, come ironizza Furio Bibaculo nel suo epigramma:
(Svetonio, IX, 5 = Furio Bibaculo fr. 3 Blänsdorf)
Gli fu dedicata una statua a Benevento, dove appariva seduto, vestito di pallio e con ai lati due scrigni. Lasciò un figlio con il suo stesso nome, anch'egli grammatico e insegnante.
Il grammatico Scribonio Afrodisio inizialmente era stato suo servo e, una volta affrancato da Scribonia, prima moglie di Ottaviano Augusto, divenne suo discepolo.

## Opere

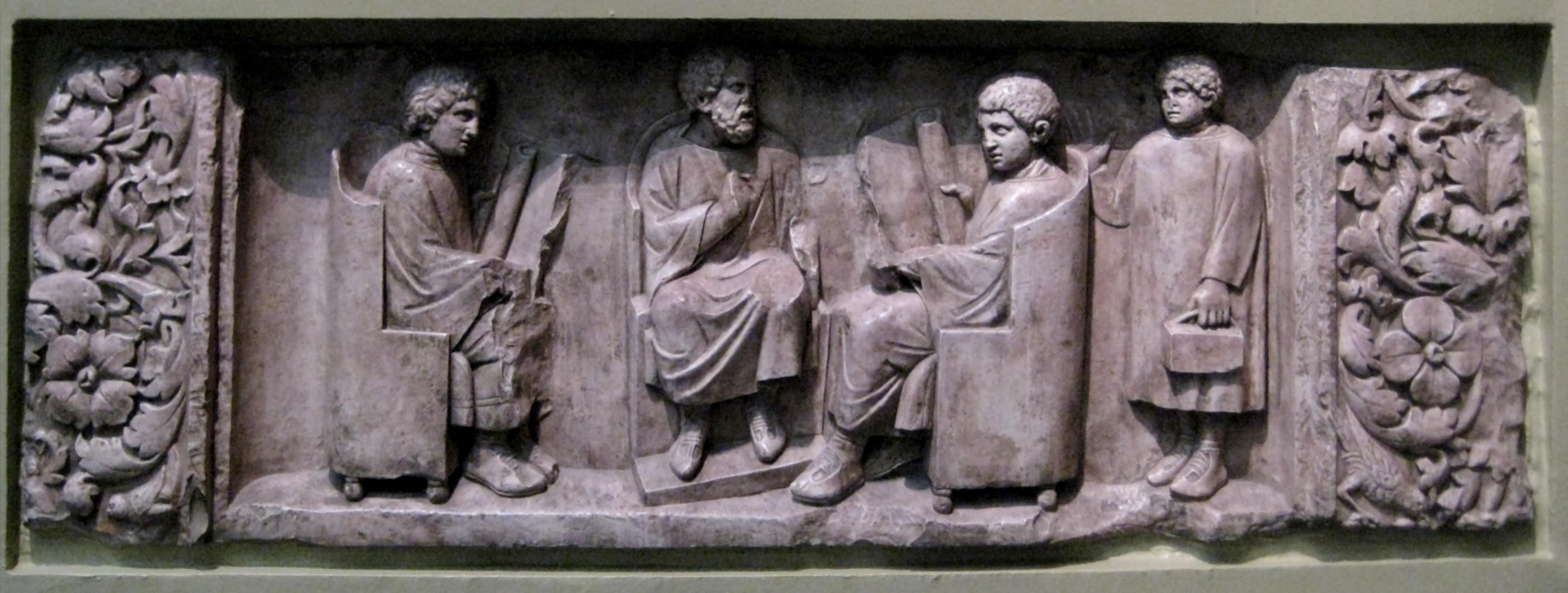
Un magister romano con tre allievi. Bassorilievo rinvenuto a Neumagen-Dhron, presso Treviri.

Di quanto scritto da Orbilio non ci è rimasto praticamente nulla. Svetonio però riferisce la pubblicazione di un'opera, intitolata Perialogos riguardante le lamentele per le offese che gli insegnanti ricevono a causa della negligenza o l'ambizione dei genitori. Tale titolo, così come riportato dalla tradizione manoscritta di Svetonio, è parola non documentata altrove né in latino né in greco; a meno che non si tratti di un neologismo essa più probabilmente testimonia un errore di trascrizione del testo: il titolo in lingua greca — sia esso in alfabeto greco o già traslitterato in alfabeto latino — non è stato compreso generando un errore che è giunto a noi nella forma Perialogos. Sono state formulate dai filologi diverse ipotesi di emendazione per risalire alla sua corretta lettura: tra esse, Brugnoli, oltre a Peri algeos, cita Περιαλγής, Peri alogon, Παιδαγωγός, Periautologos, Αἰτιαλόγος e Περιαλουργός.

### Frammenti
Della sua opera ci sono giunti per tradizione indiretta solo tre frammenti che attestano l'interesse di Orbilio per le sinonimie:
Il primo è citato da Svetonio stesso nel De grammaticis et rhetoribus:
(Svetonio, IV = fr. 2 Funaioli)
Il secondo è citato da Isidoro di Siviglia nelle Differentiae, in riferimento a un frammento di Afranio:
(Isidoro di Siviglia, 86 = fr. 1 Funaioli)
Il terzo è citato da Prisciano nelle Institutiones grammaticae, nella sezione dell'ottavo libro sulle forme verbali, dove vengono citati alcuni casi in cui verbi normalmente deponenti (cioè di forma passiva ma di diatesi attiva) sono usati passivamente. A questi esempi sono accostati verbi di uguale comportamento in greco, a testimonianza dell'estrema sopravvivenza della diatesi mediopassiva anche in latino.
(Prisciano, VIII, 16 = fr. 3 Funaioli)

## Riferimenti nella letteratura successiva
Finite nell'oblio le sue opere, la fortuna della figura di Orbilio fu per secoli legata a quella del suo alunno più noto, Quinto Orazio Flacco, che ne consegnò ai posteri il brevissimo ritratto di istitutore puntiglioso, retrivo e violento. Tale reputazione divenne ben presto stereotipo del personaggio di Orbilio, trasformato così nell'icona dell'istitutore incline alla punizione corporale, come appare da alcune testimonianze di epoche successive.

### L'orbilianismo
Lo stereotipo di Orbilio generò in epoca illuminista la parola orbilianismo, indicante la parafilia degli orbilianisti, educatori che abusano della flagellazione sugli studenti provandone piacere. I termini compaiono nel curioso libello francese dal titolo Memorie storiche sull’orbilianismo e sulle correzioni dei gesuiti pubblicato nel 1764. In esso la denuncia dei metodi sadici e violenti degli educatori religiosi non era tanto ispirata a volontà umanitarie quanto a un'esplicita propaganda antigesuitica nella Francia che di lì a poco avrebbe intrapreso la via della Rivoluzione.

### Pieter van Braam
Il filologo e poeta olandese Pieter van Braam oltre a pregevoli carmina in lingua latina scrisse anche diverse poesie in olandese tra cui una intitolata Orbilius Antibarbarus:
(Geysbeek, pp. 386-387)
La poesia fu inclusa da Pieter Gerardus Witsen Geysbeek nel Dizionario biografico, antologico e critico della poesia olandese come rappresentativa della personalità del suo autore. Essa era rimasta originariamente inedita ma fu scoperta fra le carte del poeta da Ewald Kist che l'inserì nel suo Elogio di Pieter van Braam.

### Arthur Rimbaud

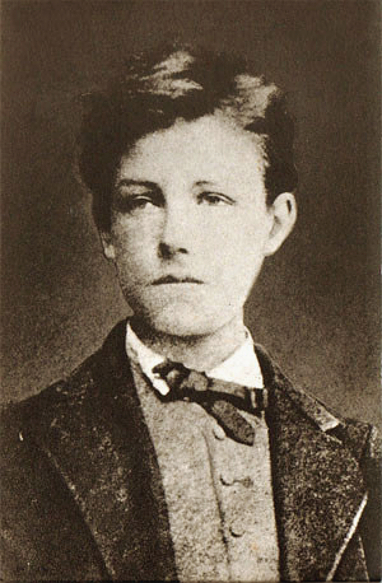
Arthur Rimbaud

Il poeta francese Arthur Rimbaud, esempio di genio precoce, a quattordici anni appena compiuti era già abile versificatore in latino. Studente esterno al collegio di Charleville, il 6 novembre 1868 propose il suo primo saggio di poesia, Ver erat. Esso inizia descrivendo il poeta Orazio, a sua volta giovane studente, mentre approfitta di un'assenza forzata del maestro per effettuare una scampagnata:
(Rimbaud, Ver erat, 1-4)
Involontaria o intenzionale, l'identificazione dell'autore con il protagonista crea nello sviluppo successivo di questo poemetto un'impressionante profezia del futuro poeta simbolista e ribelle a ogni coercizione: Orazio si addormenta presso la riva di un fiume e in sogno viene incoronato d'alloro da uno stormo di colombe.
Gli appare poi Apollo in persona che gli scrive sul capo TV VATES ERIS ("Tu sarai un veggente"); le colombe si riveleranno infine essere le nove Muse.

### Giovanni Pascoli

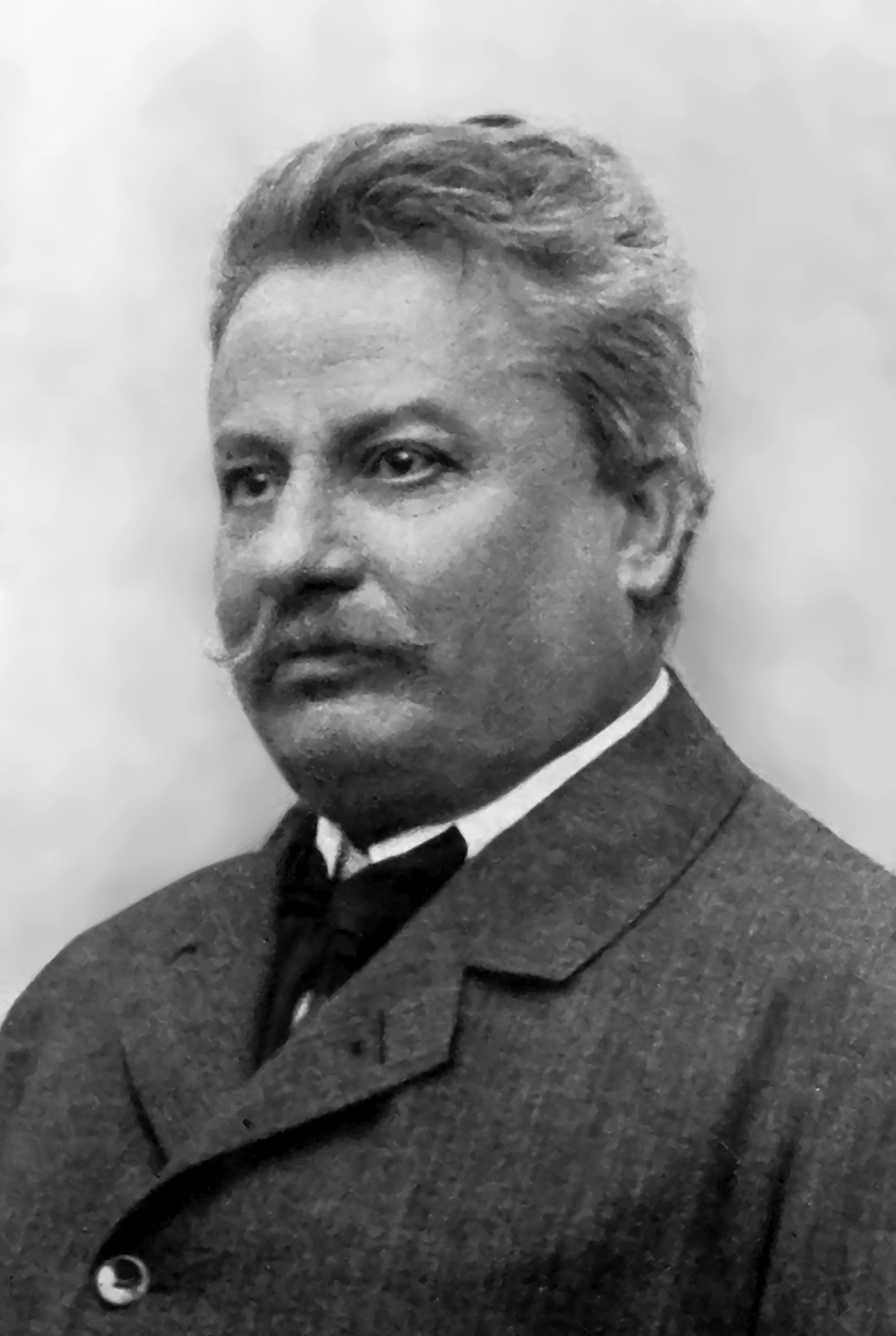
Giovanni Pascoli

Il poeta italiano Giovanni Pascoli nel suo carmen latino Sosii fratres bibliopolae ("Fratelli Sosii Editori"), scritto nel 1899 e vincitore del Certamen poeticum Hoeufftianum di Amsterdam nel 1900, rievocò Orbilio assieme a Publio Valerio Catone, nello scenario di una famosa casa editrice romana del I secolo a.C., mentre brontolano contro le nuove mode letterarie che stanno decretando il successo della poesia virgiliana e se ne vanno, uno da una parte, uno dall'altra, scuotendo la testa.

### Goffredo Coppola

Goffredo Coppola

Un ritratto di Orbilio fuori dal coro è quello tratteggiato nel 1939 dal filologo Goffredo Coppola, che pone l'accento sulla povertà che accompagnò Orbilio per tutta la vita travagliata anche dalle noiose lamentele delle famiglie degli alunni, a partire dall'infanzia tristissima, passando per le infelici condizioni economiche di emigrato a Roma fino a giungere alla vecchiaia trascorsa nella decrepitezza e nello squallore.
Tuttavia a questa premessa biografica Coppola fa seguire un elogio del personaggio interpretandone l'indole acerba come "rustica, burbera e tagliente", retaggio di "quella sanità contadina che dopo tanti secoli contraddistingue la gente campana", mentre le battute sarcastiche attribuitegli da Svetonio e Macrobio sono definite da Coppola lo spirito di chi "è stato educato giorno per giorno alla rude franchezza del carattere".
La provocatoria simpatia di Coppola per Orbilio arriva al punto di fargli affermare che l'aggettivo plagosus attribuitogli da Orazio sia in realtà "un omaggio finemente allusivo alla virtù sua di perspicace interprete di vocaboli", e che l'apprendistato sotto Orbilio abbia contribuito a risvegliare in Orazio la vocazione alla scrittura satirica con la proprietà di linguaggio che contraddistingue il poeta venosino.